# Wasserspuren

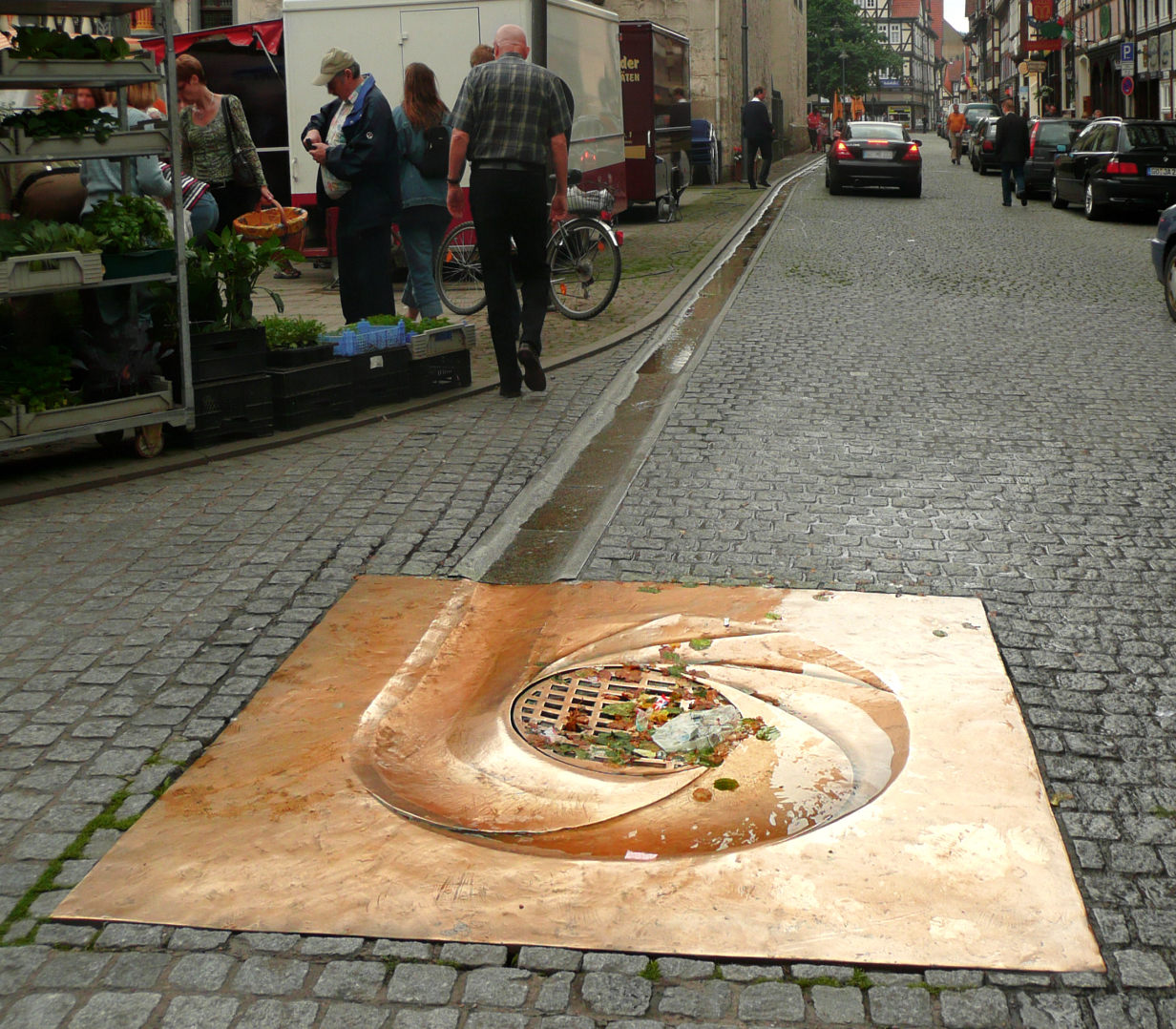
Die Baßplatte, ein übergroßer Schachtdeckel aus Bronze, der für das Wasser der Beeke als Abfluss dient

Wasserspuren sind Wasserinstallationen in Hann. Münden in Südniedersachsen, die im Jahr 2000 als offizielles Projekt zur Weltausstellung EXPO 2000 geschaffen wurden. Dazu wurden drei Plätze umgestaltet, um im Zentrum der Dreiflüssestadt wieder Wasser sichtbar werden zu lassen.

## Geschichte
Das Projekt Wasserspuren war eines von 280 offiziellen Expo-Projekten in Deutschland. Es entstand ab 1998 in Hann. Münden im Zusammenwirken mit Bürgern, Schülern, Stadtplanern, Künstlern und der städtischen Verwaltung. Dabei wurden drei zentrale Innenstadtplätze unter künstlerischen, ökologischen und wasserhydraulischen Gesichtspunkten umgestaltet. In den betroffenen Bereichen erfolgten 1999 archäologische Rettungsgrabungen. Dabei wurden im Boden Entwässerungskänale und -gräben gefunden, mit denen früher das Hoch- und Regenwasser aus der Stadt geleitet wurde. Die Einweihung des Projektes nahm im Mai 2000 Doris Schröder-Köpf als Ehefrau des damaligen Bundeskanzlers Gerhard Schröder vor.
Nach dem Bekanntwerden von erheblichen Schäden an den Wasserinstallationen wurden sie etwa im Jahr 2013 abgeschaltet. In der Gesamtheit wurden die Reparaturen auf über 200.000 Euro geschätzt. Wegen der hohen Kosten wurde seitens der Stadtverwaltung mit Zustimmung der beteiligten Künstler eine reduzierte Reaktivierung erwogen. Die Installationen sind heute (2022) weitgehend wieder in Betrieb.

## Bestandteile

### Ansichten

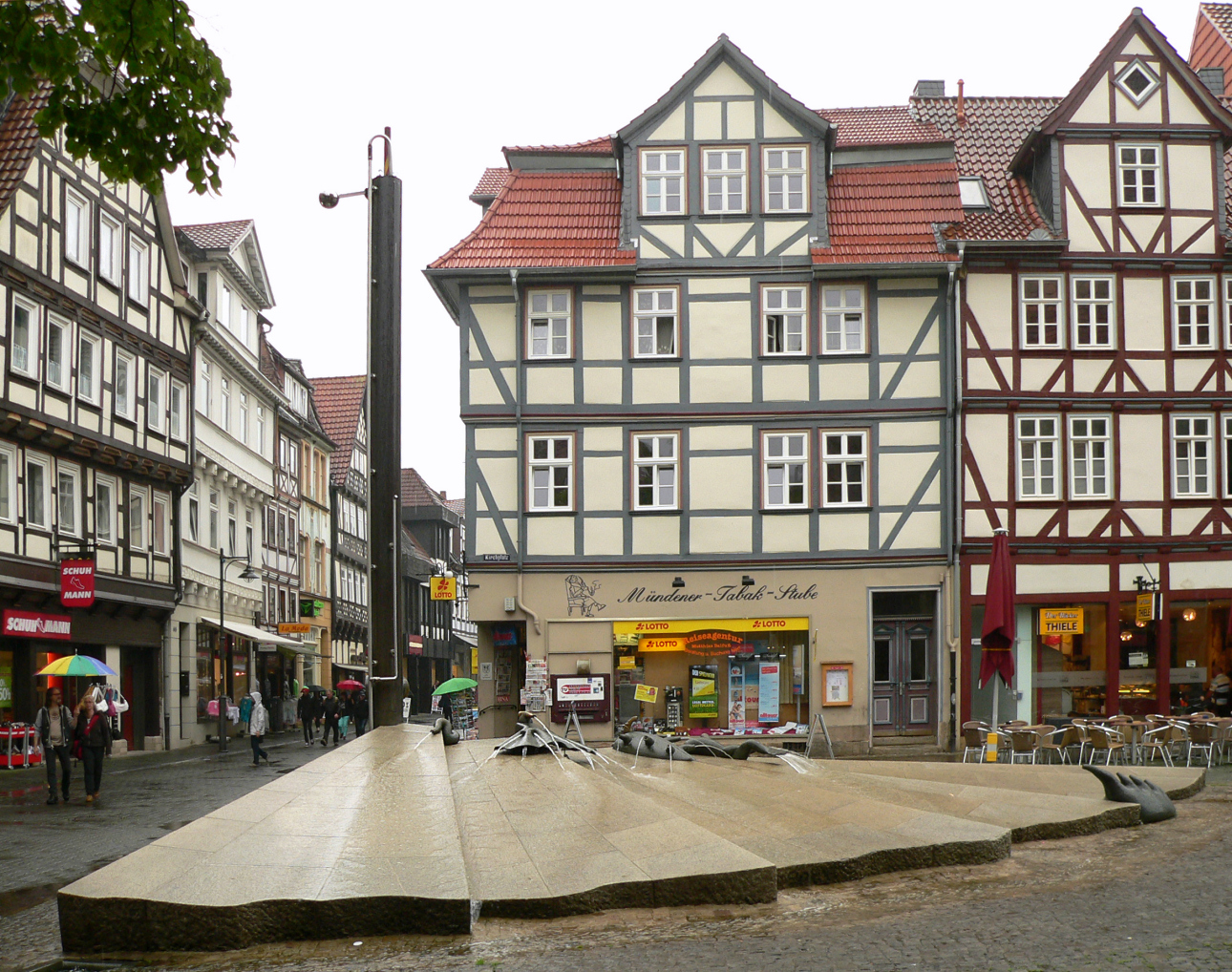
Fächerbrunnen mit Säule Hoch
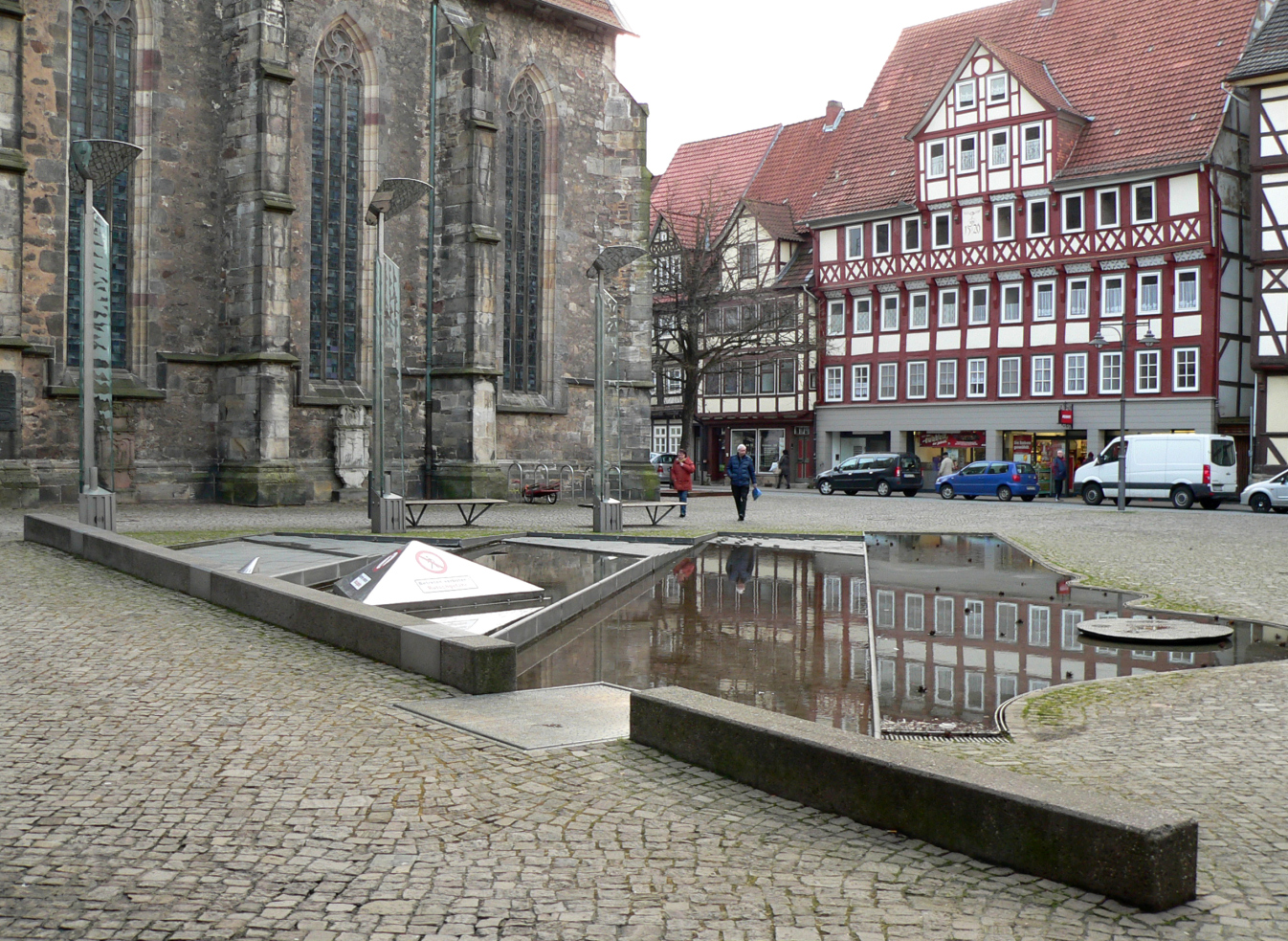
Wasserteppich mit drei Klanglichtstelen
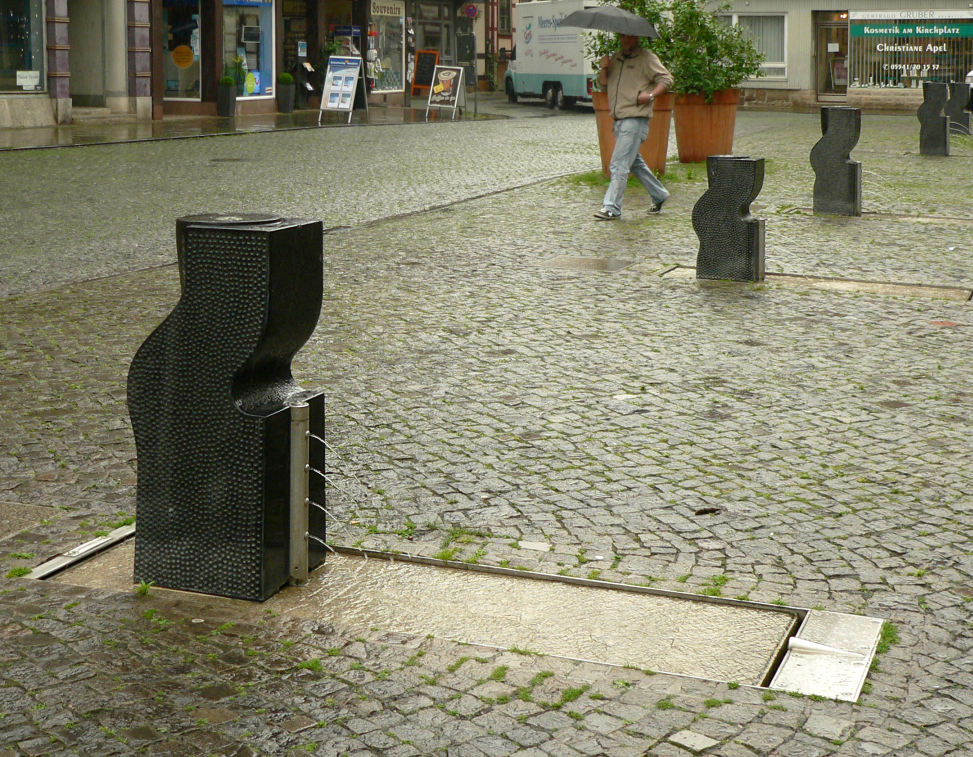
Serie Speier
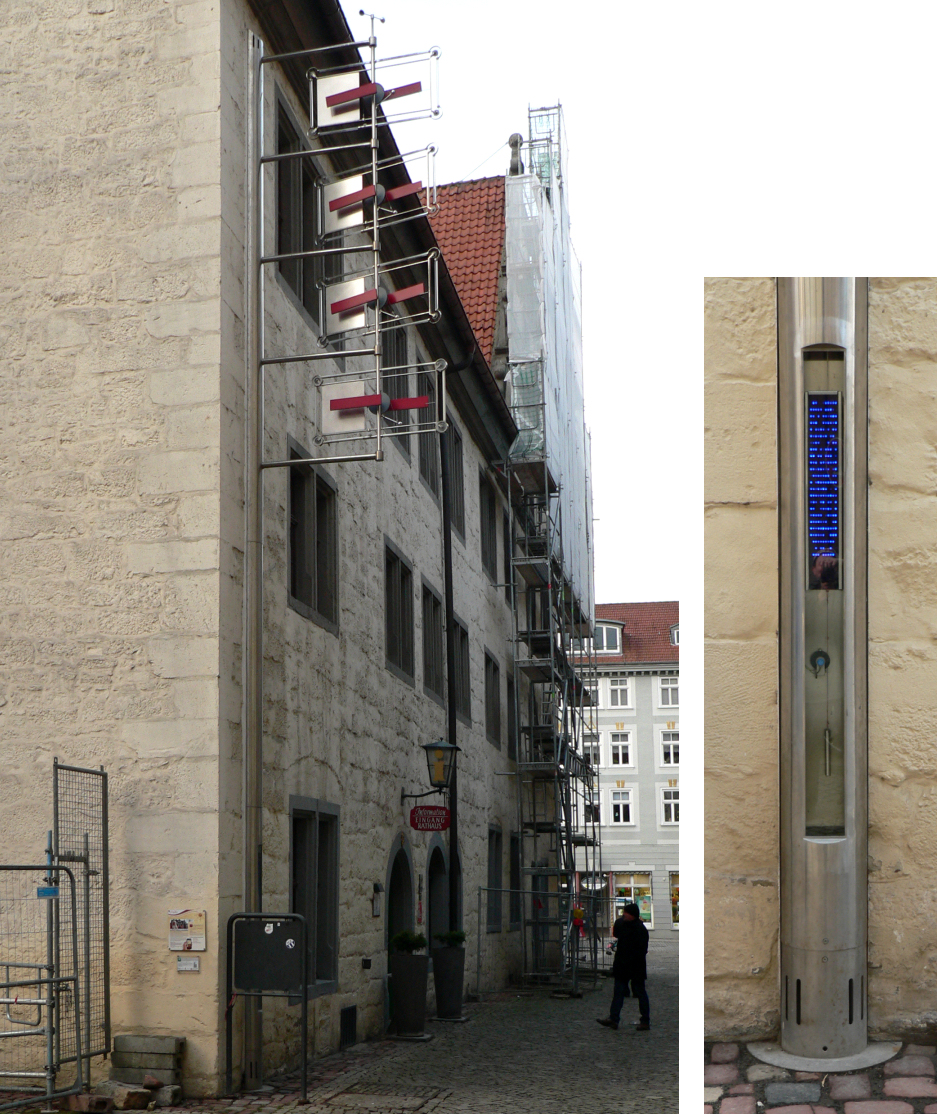
Serie Luft am Rathaus, rechts der Säulenfuß mit Leuchtdiodenanzeige
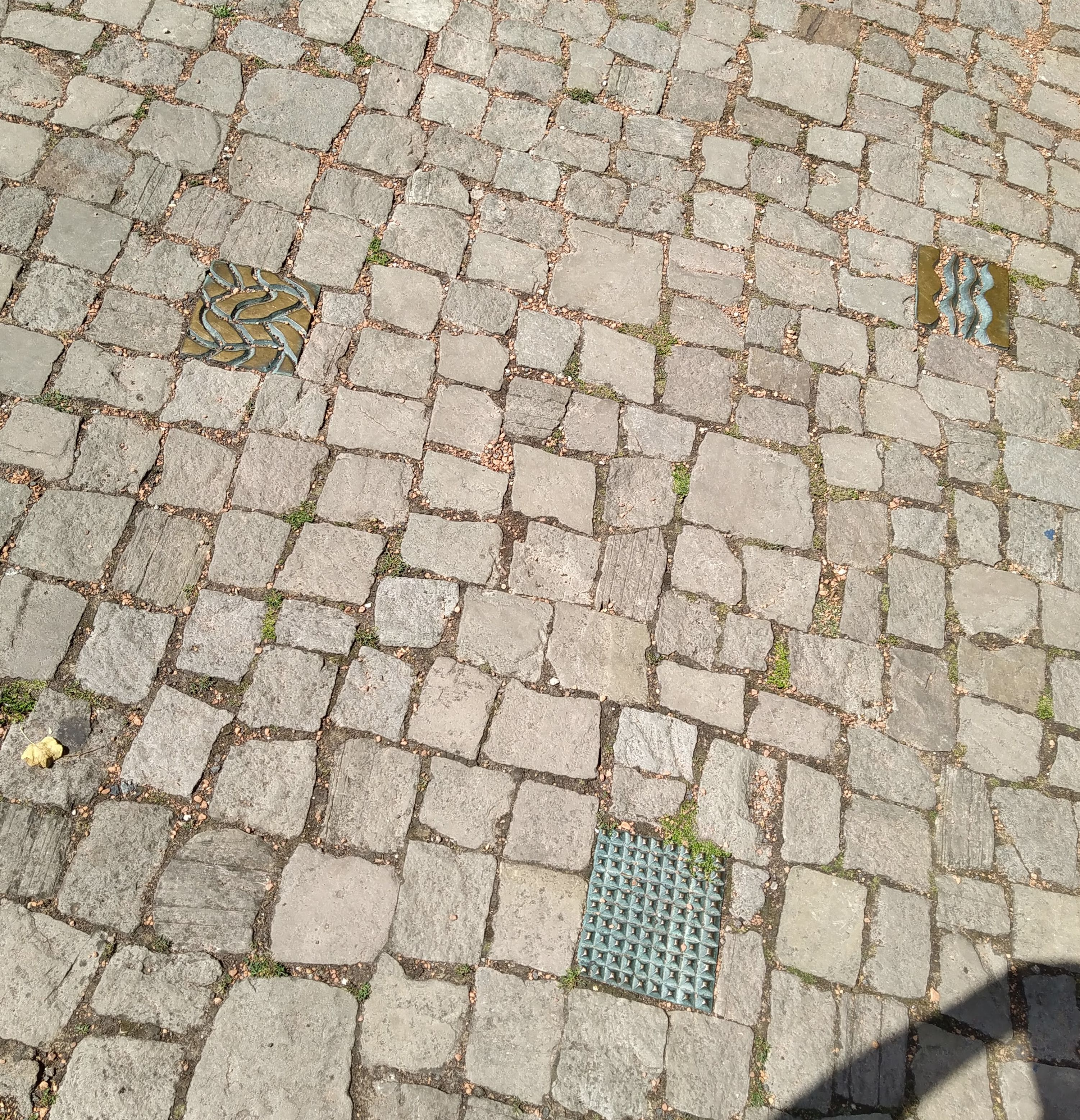
Streuung (Pflastersteine)

### Fächerbrunnen mit der SäuleHoch
Ausgangspunkt des fließenden Wassers ist der Fächerbrunnen von Diether Heisig mit der Säule Hoch von Ulrich Westerfrölke auf dem Kirchplatz. Es handelt sich um eine mehrere Meter hohe Messingsäule, auch Wasserkönig genannt, die mit Regenwasser von der Blasiuskirche  und dem Rathaus Münden befüllt wird. Danach fließt das Wasser in Bronzefiguren des steinernen Brunnens, die es in Strahlen abgeben.

### Wasserteppich
Der Wasserteppich besteht aus drei Wasserflächen, die sich zwischen dem Rathaus und der Kirche befinden. Sie sind nur wenige Zentimeter hoch mit Wasser befüllt, liegen nebeneinander und sind terrassenförmig angeordnet. Die Wasserfläche kann durch eine Schwingplatte oder einen Wellenteller bewegt werden, so das Wellen entstehen. Am Wasserteppich stehen drei Klanglichtstellen, die Licht und Schall abgeben und dadurch nachts bewegte Wellenbilder auf der Rathauswand produzieren.

### SerieSpeier
Es handelt sich um fünf Stelen unterschiedlicher Höhe aus Granit auf dem Kirchplatz, die von Hans-Werner Kalkmann und seinem Sohn geschaffen wurden. Die Stelen dienen als Wasserspeier, die temperaturabhängig Wasser versprühen oder strahlenförmig abgeben.

### SerieLuft
Die Serie Luft befindet sich an einer Wand des Rathauses. Es handelt sich um eine an der Außenwand verankerte Edelstahlsäule, an der in großer Höhe vier Wetterfahnen aus Blech angebracht sind. Die Stellungswinkel der Fahnen zeigen den Grad der Luftfeuchtigkeit an. Im unteren Bereich befinden sich an der Säule blaue Leuchtdioden, anhand derer sich die Luftfeuchtigkeit der letzten 24 Stunden ablesen lässt.

### Baßplatte
Die Baßplatte ist ein von Wolfgang Roßdeutscher geschaffener, übergroßer Schachtdeckel aus Bronze. In ihn mündet die in einem Rinnstein offen fließende Beeke. Von dem Abfluss der Baßplatte wird das Wasser unterirdisch zur Wiederverwendung in eine Zisterne geleitet.

### Beeke
Die Beeke ist ein im Rinnstein fließender Wasserlauf, der alle drei Plätze verbindet, und in die Baßplatte mündet.

### Streuung
Bei der Streuung handelt es sich um Bronze- und Keramiksteine, die in einer Spur im Abstand von Metern einzeln in den Straßenbelag gelegt sind. Sie weisen eine Reliefoberfläche auf, in deren Vertiefungen Regenwasser verbleibt und kleine Wasserspuren erlebbar macht. Einige Steine sind von Bürgern und Schülern aus Hann. Münden angefertigt worden.

### Klanggully

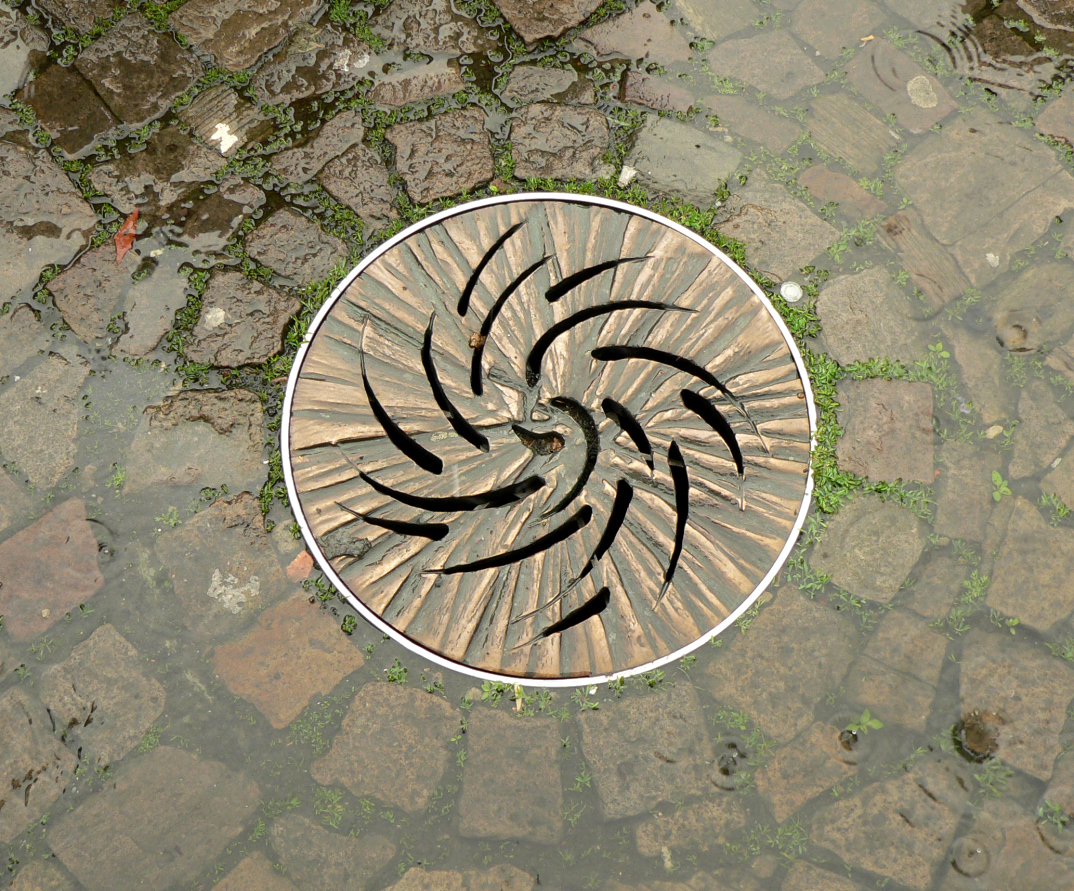
Klanggully

Es gibt drei Klanggullys als Schachtdeckel, die auf Telefonanruf Klänge und Töne abgeben.